# Manfred H. Grieb
Pour les articles homonymes, voir Grieb.
Manfred H. Grieb, né le 6 février 1933 à Wurtzbourg et mort le 20 février 2012 à Nuremberg, est un entrepreneur et collectionneur d'art allemand. 
Il est aussi l'éditeur du Nürnberger Künstlerlexikon.

## Biographie
Né à Wurtzbourg , Grieb effectue des études de commerce de 1947 à 1950 et apprend les langues étrangères dans des instituts de langues et comme étudiant invité à l'Université de Wurtzbourg. De 1951 à 1969, il travaille comme commerçant en Allemagne et en Amérique du Sud. En 1969, il s'installe à son compte avec une petite chaîne de magasins et une imprimerie de cartes de vœux, d'articles cadeaux et de papeterie diverses.
Après la vente de son entreprise en 1992, il travaille comme collectionneur d'art (essentiellement de vues de Nuremberg) et marchand d'art. Il fonde la Fränkische Bilder-Galerie Grieb & Popp OHG et travaille sur le Nürnberger Künstlerlexikon en quatre volumes avec plus de 20 000 entrées, qui devient rapidement un ouvrage de référence sur l'histoire de la ville de Nuremberg après sa publication en 2007. L'ouvrage est cependant critiqué pour ses omissions des artistes ayant un passé national-socialiste.
En 1996, Grieb devient membre de l'Ordre des Jeux Floraux de la Pegnitz. De 2000 à 2008, il en est le vice-président et, en 2007, reçoit la Croix d'honneur du Blumenorden pour cette fonction. En 2009, il fonde une association de soutien à la création d'un musée d'histoire culturelle à Nuremberg.
Il meurt à Nuremberg à l'âge de 79 ans. Il est enterré au Johannisfriedhof de Nuremberg.

## Œuvre
- Nürnberger Künstlerlexikon. Bildende Künstler, Kunsthandwerker, Gelehrte, Sammler, Kulturschaffende und Mäzene vom 12. bis zur Mitte des 20. Jahrhunderts, 4 volumes, Saur, Munich, 2007,  (ISBN 978-3-598-11763-3).